# Церква Воскресіння Господнього (Вістря)
Церква Воскресіння Господнього у Вістрі — парафія і храм греко-католицької громади Коропецького деканату Бучацької єпархії Української греко-католицької церкви в селі Вістря Чортківського району Тернопільської области.

## Історія церкви
Село Вістря вперше згадується у 1259 році, а греко-католицька парафія — у 1754, коли була збудована дерев'яна церква Воскресіння Господнього. До 1946 року парафія і храм належали до УГКЦ. У 1938 році, згідно з шематизмом, у селі проживало 1400 греко-католиків. Того ж року розпочали будівництво нової церкви, але його перервала війна. Будівництво завершили лише на початку XXI століття.
З 1946 по 1990 рік парафія належала до РПЦ. 24 липня 1991 року був зареєстрований статут релігійної громади УГКЦ.
При парафії діють:
- Спільнота «Матері в молитві».
- Братство «Апостольство молитви».
- Вівтарна дружина.

У селі є кам'яний хрест, встановлений у 1850 році на честь скасування панщини та оновлений у 1990-му. На сільському цвинтарі знаходиться братська могила воїнів, які загинули у 1939 році. На березі річки Дністер відновлено фігуру Божої Матері на згадку про повінь 1969 року. Також є інші фігури Матері Божої, хрести парафіяльного значення, а на місцевому цвинтарі зберігся козацький хрест.

## Парохи
- о. Лютий (1928—1934),
- о. Скубельський (1934—1935),
- о. Володимир Пелих (1935—1937),
- о. Бєлінський (1937—1940),
- о. Петро Галейко (1940—1944),
- о. Ігор Джиджора,
- о. Антон Вербовий,
- о. Петро Грущак,
- о. Руслан Ковальчук,
- о. Антон Федоляк (з 2006).
- о. Володимир Чубатий (з 2024)